# 反正话
反正话为相声的表现形式之一，为近代相声艺术家发明的产物。反正话多用于今日相声的题材。另外，反正话也是相声演员必备的一个技能之一。

## 关于
反正话共有两种类型：

### 顺序反正化
顺序反正化即将一句话或一个词语转换位置，例如在马季的相声《反正话》中的例子：“桌子” 到 “子桌”，“椅子” 到 “子椅”，而若是「電燈」到「燈電」，則會與「登殿」（登上皇帝大位）同音，引發笑料。顺序反正话还拥有逻辑顺序，例如，马季的相声《反正话》的例子：从 “我嘴里长牙” 到 “我牙里长嘴”，而不是“牙长里嘴我”。

### 逻辑反正化
逻辑反正化即将一句话或一个词的逻辑掉换，即“反义”之意。例如，“喜欢”到“讨厌”，“我喜欢吃苹果”到“我讨厌吃苹果”。大多数相声使用的是顺序反正化，但也有少数相声使用逻辑反正化。

## 相关作品
- 马季 《反正话》
- 蔡明、郭达以及牛群 《邻里之间》